# Státní znak Tuvinské aratské republiky
První Státní znak Tuvinské aratské republiky byl oficiálně schválen Všetuvinským velkým churalem v roce 1926 pět let po vzniku státu. Znak vycházel ze státního znaku Sovětského svazu. Kvůli absenci průmyslu na území státu byl symbol srpu a kladiva nahrazen zkříženým srpem a hráběmi. Další varianty vznikly v letech 1930 a 1941. Užívání státního znaku bylo ukončeno v říjnu 1944, kdy se republika stala součástí SSSR jako autonomní oblast, která neměla práva na vlastní státní symboliku. 

1926 – 1930
1930 – 1941
1941 – 1944